# Serge Gnabry
Serge David Gnabry (Stoccarda, 14 luglio 1995) è un calciatore tedesco, centrocampista o attaccante del Bayern Monaco e della nazionale tedesca.

## Biografia
Nasce in Germania a Stoccarda, da padre ivoriano e madre tedesca. Sin da piccolo Gnabry era un velocista di talento, ma nonostante ciò, ha scelto alla fine di dedicarsi a giocare a calcio piuttosto che praticare l'atletica leggera.

## Caratteristiche tecniche
Gioca prevalentemente come ala sinistra; forte fisicamente, può agire anche da seconda punta, esterno di centrocampo (sia a destra che a sinistra), centravanti e trequartista, ed è dotato di un'ottima tecnica individuale. Di piede destro, è molto agile, eccelle nel dribbling e nella velocità oltre ad avere un ottimo tiro; è abile nel sapersi inserire in area avversaria sia senza palla che soprattutto palla al piede, riuscendo spesso a finalizzare egli stesso l’azione.

## Carriera

### Club

#### Arsenal
Nel 2010, dopo aver giocato nelle giovanili dello Stoccarda, trova un accordo per trasferirsi per circa 100.000 sterline all'Arsenal, dove deve attendere fino al 2011, quando raggiunge l'età di 16 anni, per poter debuttare nella squadra giovanile inglese. Gnabry debutta ufficialmente nell'Arsenal nella stagione 2011-2012, realizzando delle belle prestazioni e giocando 6 partite, in cui segna 2 gol.
La stagione 2012-2013 inizia bene per lui, perché successivamente viene chiamato in prima squadra per un'amichevole pre-campionato contro i tedeschi del Colonia, in cui scende in campo e gioca 24 minuti per poi essere sostituito da Marouane Chamakh al 69'. Il suo debutto in prima squadra da professionista con l'Arsenal avviene il 26 settembre 2012 contro il Coventry City nella partita di Coppa di Lega, dove è entrato in campo sostituendo al 72' il compagno di squadra Alex Oxlade-Chamberlain, in una partita terminata con la vittoria dell'Arsenal, che è riuscito a passare il turno battendo il Coventry city per 6-1.
Il 25 marzo 2013 Gnabry ha segnato il gol nella vittoria per 1-0 sul CSKA Mosca Under-19 nei quarti di finale della Next Generation Series. Nelle semifinali della Next Generation Series ha segnato il gol del pareggio contro il Chelsea Under-19, portando la squadra sul risultato di 3-3, prima del gol che gli avversari hanno poi segnato per il definitivo 4-3 ai supplementari. Nella giornata seguente segna un gol contro il Liverpool Under-21, il momentaneo 3-2 che però non servì a molto poiché la squadra venne sconfitta in trasferta.
Durante la nuova stagione Gnabry comincia a trovare più spazio anche in prima squadra grazie alle sue buone prestazioni. La prima presenza con la prima squadra la trova il 22 settembre 2013 nella gara vinta per 3-1 contro lo Stoke City. In questa partita parte titolare per poi essere sostituito al minuto 72'. Il 25 settembre 2013 gioca la prima partita stagionale in Football League Cup nella partita pareggiata 1-1 poi vinta ai rigori dall'Arsenal contro il West Brom. Durante la sesta giornata di campionato trova il primo gol con la maglia della prima squadra e il primo gol in Premier League nella partita vinta per 1-2 sul campo dello Swansea. Il 22 ottobre 2013 esordisce nella massima competizione europea, la Champions League, nella sconfitta interna per 1-2 contro il Borussia Dortmund.

#### Prestito al West Bromwich
Il 7 agosto 2015 viene ceduto in prestito fino a fine stagione al West Bromwich. A fine annata, complice lo scarso impiego (dovuto anche a uno scarso feeling con l'allenatore Tony Pulis, che non lo riteneva pronto per giocare in Premier League), collezionerà solo 3 presenze.

#### Werder Brema
Il 30 giugno 2016 passa a titolo definitivo al club tedesco per 5 milioni di euro. Segna il suo primo goal nella sconfitta per 4-1 contro il Borussia Mönchengladbach.

#### Bayern Monaco e prestito all'Hoffenheim

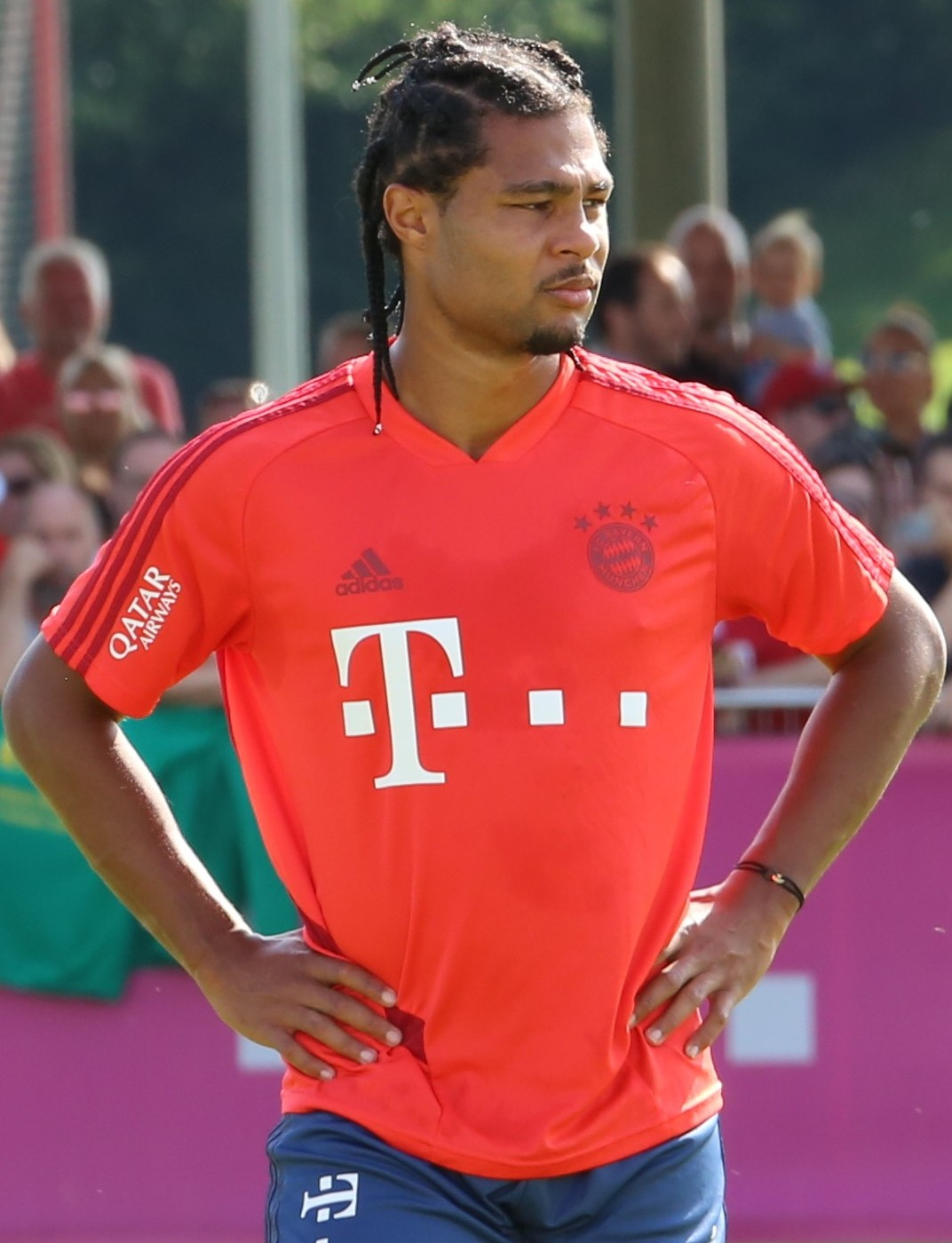
Serge Gnabry con la maglia del Bayern Monaco nel 2019

Il 10 giugno 2017 il Bayern Monaco lo preleva dal Werder Brema per 8 milioni di euro, approfittando di una clausola rescissoria. Viene subito girato in prestito all'Hoffenheim. Terminato il prestito dopo una buona annata con 10 reti in 22 presenze, con cui ha aiutato il club a qualificarsi alla Champions League, l'anno successivo torna al Bayern dove si impone come titolare e con 10 goal in 30 gare che portano i bavaresi a vincere la Bundesliga.
Il 1º ottobre 2019 segna le sue prime reti in Champions League, realizzando addirittura una quaterna nel clamoroso successo per 7-2 in trasferta contro il Tottenham vice-campione in carica. È andato a segno anche nella partita di andata degli ottavi di finale, contro il Chelsea, nella semifinale contro il Lione (doppietta in entrambi i casi) e nella partita valevole per i quarti di finale, contro il Barcellona, terminata col punteggio di 2-8 in favore dei bavaresi.
Nel corso della stagione le sue buone prestazioni, unite ai suoi gol decisivi nelle fasi a eliminazione diretta della Champions League, porteranno il Bayern a conquistare il triplete (Bundesliga, DFB Pokal e UEFA Champions League). Con 9 reti si piazza al terzo posto della classifica cannonieri di UEFA Champions League.

### Nazionale

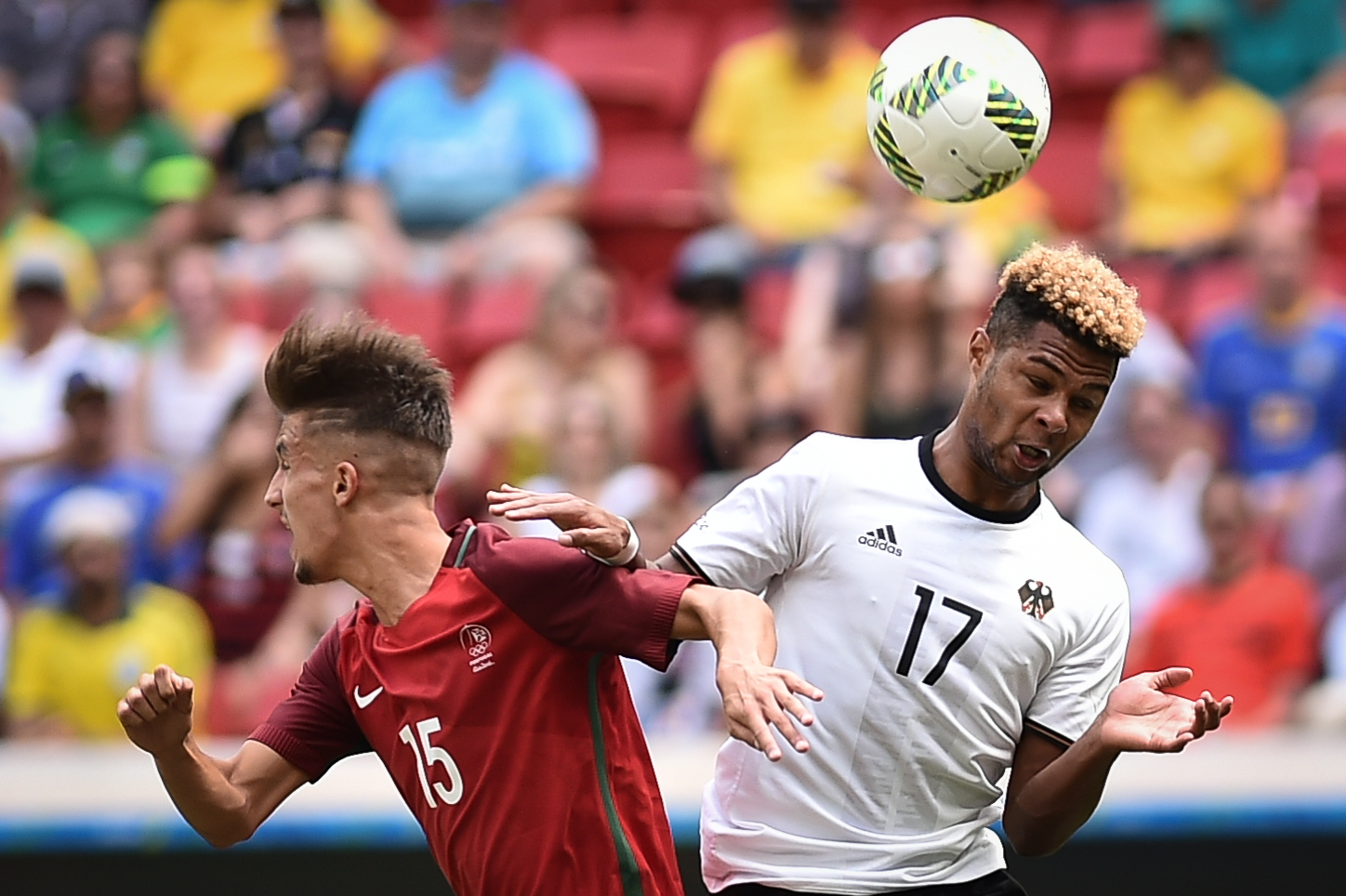
Serge Gnabry durante l'olimpiade di Rio con la Nazionale olimpica della Germania nel 2016.

Gnabry ha giocato nelle giovanili della Germania, tra cui l'Under-16, l'Under-17 e l'Under-18. Il 22 marzo 2013 Gnabry ha messo a segno una doppietta nella partita tra Germania Under-18 e la Francia Under-18, il secondo gol tra l'altro con un potente tiro dalla lunga distanza, partita poi terminata col punteggio di 3-2 per i francesi.
Viene convocato per l'Europeo Under-21 in Polonia e all'esordio segna il 2-0 contro la Repubblica Ceca. Partecipa alle Olimpiadi di Rio de Janeiro 2016, dove ottiene l'argento con la nazionale olimpica tedesca, vincendo la classifica marcatori del torneo insieme al connazionale Nils Petersen. Insieme a Petersen e a Bernd Nickel è il miglior marcatore tedesco a un Olimpiade, con 6 reti: la prima nel pareggio per 2-2 contro il Messico, segna una doppietta contro la Corea del Sud pareggiando per 3-3 e battendo per 10-0 il Fiji, inoltre apre le marcature sconfiggendo per 4-0 il Portogallo, nella finale la Germania pareggia per 1-1 contro il Brasile, ai rigori Gnabry segna dagli undici metri ma i brasiliani vincono per 5-4.
Il 4 novembre 2016 viene convocato per la prima volta in nazionale maggiore, dal commissario tecnico Joachim Löw per la partita contro San Marino, valida per le qualificazioni al Mondiale di Russia 2018, nella quale l'11 novembre seguente fa il suo debutto giocando da titolare e siglando una tripletta nella vittoria per 8-0 a favore della Mannschaft. Non convocato per la manifestazione in Russia, dopo di essa si impone come titolare della squadra tedesca, trovando anche la via del goal in alcune occasioni. Il 9 ottobre 2019, dopo sole 11 presenze, stabilisce un record nella storia della Nazionale tedesca: andando a segno nell'amichevole pareggiata per 2-2 contro l'Argentina, raggiunge infatti quota 10 goal in Nazionale, diventando il calciatore ad avere raggiunta più rapidamente il traguardo nella storia della selezione teutonica; il record in precedenza era di Miroslav Klose, che dopo 13 gare aveva realizzato 10 reti. Il 19 novembre seguente realizza un'altra tripletta, questa volta nel 6-1 contro l'Irlanda del Nord.
Viene convocato per la fase finale della UEFA Nations League 2025 che si svolge in Germania.

## Statistiche

### Presenze e reti nei club
Statistiche aggiornate al 24 giugno 2025.
| Stagione             | Squadra              | Campionato           | Campionato | Campionato | Coppe nazionali | Coppe nazionali | Coppe nazionali | Coppe continentali | Coppe continentali | Coppe continentali | Altre coppe | Altre coppe | Altre coppe | Totale | Totale |
| Stagione             | Squadra              | Comp                 | Pres       | Reti       | Comp            | Pres            | Reti            | Comp               | Pres               | Reti               | Comp        | Pres        | Reti        | Pres   | Reti   |
| -------------------- | -------------------- | -------------------- | ---------- | ---------- | --------------- | --------------- | --------------- | ------------------ | ------------------ | ------------------ | ----------- | ----------- | ----------- | ------ | ------ |
| 2012-2013            | Arsenal              | PL                   | 1          | 0          | FACup+CdL       | 0+2             | 0               | UCL                | 1                  | 0                  | -           | -           | -           | 4      | 0      |
| 2013-2014            | Arsenal              | PL                   | 9          | 1          | FACup+CdL       | 2+1             | 0               | UCL                | 2                  | 0                  | -           | -           | -           | 14     | 1      |
| 2014-2015            | Arsenal              | PL                   | 0          | 0          | FACup+CdL       | 0               | 0               | UCL                | 0                  | 0                  | -           | -           | -           | 0      | 0      |
| Totale Arsenal       | Totale Arsenal       | Totale Arsenal       | 10         | 1          |                 | 5               | 0               |                    | 3                  | 0                  |             | -           | -           | 18     | 1      |
| 2015-2016            | West Bromwich        | PL                   | 1          | 0          | FACup+CdL       | 0+2             | 0               | -                  | -                  | -                  | -           | -           | -           | 3      | 0      |
| 2016-2017            | Werder Brema         | BL                   | 27         | 11         | CG              | 0               | 0               | -                  | -                  | -                  | -           | -           | -           | 27     | 11     |
| 2017-2018            | Hoffenheim           | BL                   | 22         | 10         | CG              | 1               | 0               | UCL+UEL            | 2+1                | 0                  | -           | -           | -           | 26     | 10     |
| 2018-2019            | Bayern Monaco        | BL                   | 30         | 10         | CG              | 5               | 3               | UCL                | 7                  | 0                  | SG          | 0           | 0           | 42     | 13     |
| 2019-2020            | Bayern Monaco        | BL                   | 31         | 12         | CG              | 5               | 2               | UCL                | 10                 | 9                  | SG          | 0           | 0           | 46     | 23     |
| 2020-2021            | Bayern Monaco        | BL                   | 27         | 10         | CG              | 1               | 1               | UCL                | 6                  | 0                  | SG+SU+CmC   | 1+1+2       | 0           | 38     | 11     |
| 2021-2022            | Bayern Monaco        | BL                   | 34         | 14         | CG              | 2               | 0               | UCL                | 8                  | 3                  | SG          | 1           | 0           | 45     | 17     |
| 2022-2023            | Bayern Monaco        | BL                   | 34         | 14         | CG              | 4               | 0               | UCL                | 8                  | 2                  | SG          | 1           | 1           | 47     | 17     |
| 2023-2024            | Bayern Monaco        | BL                   | 10         | 3          | CG              | 2               | 0               | UCL                | 7                  | 2                  | SG          | 1           | 0           | 20     | 5      |
| 2024-2025            | Bayern Monaco        | BL                   | 27         | 7          | CG              | 3               | 0               | UCL                | 12                 | 0                  | Cmc         | 3           | 0           | 45     | 7      |
| Totale Bayern Monaco | Totale Bayern Monaco | Totale Bayern Monaco | 193        | 70         |                 | 22              | 6               |                    | 58                 | 16                 |             | 10          | 1           | 283    | 93     |
| Totale carriera      | Totale carriera      | Totale carriera      | 253        | 92         |                 | 30              | 6               |                    | 64                 | 16                 |             | 10          | 1           | 358    | 115    |

### Cronologia presenze e reti in nazionale
| Cronologia completa delle presenze e delle reti in nazionale ― Germania | Cronologia completa delle presenze e delle reti in nazionale ― Germania | Cronologia completa delle presenze e delle reti in nazionale ― Germania | Cronologia completa delle presenze e delle reti in nazionale ― Germania | Cronologia completa delle presenze e delle reti in nazionale ― Germania | Cronologia completa delle presenze e delle reti in nazionale ― Germania | Cronologia completa delle presenze e delle reti in nazionale ― Germania | Cronologia completa delle presenze e delle reti in nazionale ― Germania |
| Data                                                                    | Città                                                                   | In casa                                                                 | Risultato                                                               | Ospiti                                                                  | Competizione                                                            | Reti                                                                    | Note                                                                    |
| ----------------------------------------------------------------------- | ----------------------------------------------------------------------- | ----------------------------------------------------------------------- | ----------------------------------------------------------------------- | ----------------------------------------------------------------------- | ----------------------------------------------------------------------- | ----------------------------------------------------------------------- | ----------------------------------------------------------------------- |
| 11-11-2016                                                              | Serravalle                                                              | San Marino                                                              | 0 – 8                                                                   | Germania                                                                | Qual. Mondiali 2018                                                     | 3                                                                       |                                                                         |
| 15-11-2016                                                              | Milano                                                                  | Italia                                                                  | 0 – 0                                                                   | Germania                                                                | Amichevole                                                              | -                                                                       | 60’                                                                     |
| 16-10-2018                                                              | Saint-Denis                                                             | Francia                                                                 | 2 – 1                                                                   | Germania                                                                | UEFA Nations League 2018-2019 - 1º turno                                | -                                                                       | 88’                                                                     |
| 15-11-2018                                                              | Lipsia                                                                  | Germania                                                                | 3 – 0                                                                   | Russia                                                                  | Amichevole                                                              | 1                                                                       | 73’                                                                     |
| 19-11-2018                                                              | Gelsenkirchen                                                           | Germania                                                                | 2 – 2                                                                   | Paesi Bassi                                                             | UEFA Nations League 2018-2019 - 1º turno                                | -                                                                       | 67’                                                                     |
| 24-3-2019                                                               | Amsterdam                                                               | Paesi Bassi                                                             | 2 – 3                                                                   | Germania                                                                | Qual. Euro 2020                                                         | 1                                                                       | 88’                                                                     |
| 8-6-2019                                                                | Barysaŭ                                                                 | Bielorussia                                                             | 0 – 2                                                                   | Germania                                                                | Qual. Euro 2020                                                         | -                                                                       | 71’                                                                     |
| 11-6-2019                                                               | Magonza                                                                 | Germania                                                                | 8 – 0                                                                   | Estonia                                                                 | Qual. Euro 2020                                                         | 2                                                                       |                                                                         |
| 6-9-2019                                                                | Amburgo                                                                 | Germania                                                                | 2 – 4                                                                   | Paesi Bassi                                                             | Qual. Euro 2020                                                         | 1                                                                       |                                                                         |
| 9-9-2019                                                                | Belfast                                                                 | Irlanda del Nord                                                        | 0 – 2                                                                   | Germania                                                                | Qual. Euro 2020                                                         | 1                                                                       | 67’                                                                     |
| 9-10-2019                                                               | Dortmund                                                                | Germania                                                                | 2 – 2                                                                   | Argentina                                                               | Amichevole                                                              | 1                                                                       | 72’                                                                     |
| 16-11-2019                                                              | Mönchengladbach                                                         | Germania                                                                | 4 – 0                                                                   | Bielorussia                                                             | Qual. Euro 2020                                                         | -                                                                       | 84’                                                                     |
| 19-11-2019                                                              | Francoforte sul Meno                                                    | Germania                                                                | 6 – 1                                                                   | Irlanda del Nord                                                        | Qual. Euro 2020                                                         | 3                                                                       | 81’                                                                     |
| 10-10-2020                                                              | Kiev                                                                    | Ucraina                                                                 | 1 – 2                                                                   | Germania                                                                | UEFA Nations League 2020-2021 - 1º turno                                | -                                                                       | 90+3’                                                                   |
| 13-10-2020                                                              | Colonia                                                                 | Germania                                                                | 3 – 3                                                                   | Svizzera                                                                | UEFA Nations League 2020-2021 - 1º turno                                | 1                                                                       |                                                                         |
| 14-11-2020                                                              | Lipsia                                                                  | Germania                                                                | 3 – 1                                                                   | Ucraina                                                                 | UEFA Nations League 2020-2021 - 1º turno                                | -                                                                       |                                                                         |
| 17-11-2020                                                              | Siviglia                                                                | Spagna                                                                  | 6 – 0                                                                   | Germania                                                                | UEFA Nations League 2020-2021 - 1º turno                                | -                                                                       | 84’                                                                     |
| 25-3-2021                                                               | Duisburg                                                                | Germania                                                                | 3 – 0                                                                   | Islanda                                                                 | Qual. Mondiali 2022                                                     | -                                                                       | 86’                                                                     |
| 28-3-2021                                                               | Bucarest                                                                | Romania                                                                 | 0 – 1                                                                   | Germania                                                                | Qual. Mondiali 2022                                                     | 1                                                                       | 90+2’                                                                   |
| 31-3-2021                                                               | Duisburg                                                                | Germania                                                                | 1 – 2                                                                   | Macedonia del Nord                                                      | Qual. Mondiali 2022                                                     | -                                                                       |                                                                         |
| 2-6-2021                                                                | Innsbruck                                                               | Germania                                                                | 1 – 1                                                                   | Danimarca                                                               | Amichevole                                                              | -                                                                       | 79’                                                                     |
| 7-6-2021                                                                | Düsseldorf                                                              | Germania                                                                | 7 – 1                                                                   | Lettonia                                                                | Amichevole                                                              | 1                                                                       | 46’                                                                     |
| 15-6-2021                                                               | Monaco di Baviera                                                       | Francia                                                                 | 1 – 0                                                                   | Germania                                                                | Euro 2020 - 1º turno                                                    | -                                                                       | 74’                                                                     |
| 19-6-2021                                                               | Monaco di Baviera                                                       | Portogallo                                                              | 2 – 4                                                                   | Germania                                                                | Euro 2020 - 1º turno                                                    | -                                                                       | 87’                                                                     |
| 23-6-2021                                                               | Monaco di Baviera                                                       | Germania                                                                | 2 – 2                                                                   | Ungheria                                                                | Euro 2020 - 1º turno                                                    | -                                                                       | 68’                                                                     |
| 29-6-2021                                                               | Londra                                                                  | Inghilterra                                                             | 2 – 0                                                                   | Germania                                                                | Euro 2020 - Ottavi di finale                                            | -                                                                       | 69’                                                                     |
| 2-9-2021                                                                | San Gallo                                                               | Liechtenstein                                                           | 0 – 2                                                                   | Germania                                                                | Qual. Mondiali 2022                                                     | -                                                                       | 60’                                                                     |
| 5-9-2021                                                                | Stoccarda                                                               | Germania                                                                | 6 – 0                                                                   | Armenia                                                                 | Qual. Mondiali 2022                                                     | 2                                                                       | 60’                                                                     |
| 8-9-2021                                                                | Reykjavík                                                               | Islanda                                                                 | 0 – 4                                                                   | Germania                                                                | Qual. Mondiali 2022                                                     | 1                                                                       | 46’                                                                     |
| 8-10-2021                                                               | Amburgo                                                                 | Germania                                                                | 2 – 1                                                                   | Romania                                                                 | Qual. Mondiali 2022                                                     | 1                                                                       |                                                                         |
| 11-10-2021                                                              | Skopje                                                                  | Macedonia del Nord                                                      | 0 – 4                                                                   | Germania                                                                | Qual. Mondiali 2022                                                     | -                                                                       | 74’                                                                     |
| 4-6-2022                                                                | Bologna                                                                 | Italia                                                                  | 1 – 1                                                                   | Germania                                                                | UEFA Nations League 2022-2023 - 1º turno                                | -                                                                       | 80’                                                                     |
| 7-6-2022                                                                | Monaco di Baviera                                                       | Germania                                                                | 1 – 1                                                                   | Inghilterra                                                             | UEFA Nations League 2022-2023 - 1º turno                                | -                                                                       | 65’                                                                     |
| 14-6-2022                                                               | Mönchengladbach                                                         | Germania                                                                | 5 – 2                                                                   | Italia                                                                  | UEFA Nations League 2022-2023 - 1º turno                                | -                                                                       | 64’                                                                     |
| 23-9-2022                                                               | Lipsia                                                                  | Germania                                                                | 0 – 1                                                                   | Ungheria                                                                | UEFA Nations League 2022-2023 - 1º turno                                | -                                                                       | 46’                                                                     |
| 26-9-2022                                                               | Londra                                                                  | Inghilterra                                                             | 3 – 3                                                                   | Germania                                                                | UEFA Nations League 2022-2023 - 1º turno                                | -                                                                       | 68’                                                                     |
| 23-11-2022                                                              | Al Rayyan                                                               | Germania                                                                | 1 – 2                                                                   | Giappone                                                                | Mondiali 2022 - 1º turno                                                | -                                                                       | 90’                                                                     |
| 27-11-2022                                                              | Al Khor                                                                 | Spagna                                                                  | 1 – 1                                                                   | Germania                                                                | Mondiali 2022 - 1º turno                                                | -                                                                       | 85’                                                                     |
| 1-12-2022                                                               | Al Khor                                                                 | Costa Rica                                                              | 2 – 4                                                                   | Germania                                                                | Mondiali 2022 - 1º turno                                                | 1                                                                       |                                                                         |
| 25-3-2023                                                               | Magonza                                                                 | Germania                                                                | 2 – 0                                                                   | Perù                                                                    | Amichevole                                                              | -                                                                       | 46’                                                                     |
| 29-3-2023                                                               | Colonia                                                                 | Germania                                                                | 2 – 3                                                                   | Belgio                                                                  | Amichevole                                                              | 1                                                                       |                                                                         |
| 9-9-2023                                                                | Wolfsburg                                                               | Germania                                                                | 1 – 4                                                                   | Giappone                                                                | Amichevole                                                              | -                                                                       | 81’                                                                     |
| 12-9-2023                                                               | Dortmund                                                                | Germania                                                                | 2 – 1                                                                   | Francia                                                                 | Amichevole                                                              | -                                                                       | 64’                                                                     |
| 18-11-2023                                                              | Berlino                                                                 | Germania                                                                | 2 – 3                                                                   | Turchia                                                                 | Amichevole                                                              | -                                                                       | 71’                                                                     |
| 21-11-2023                                                              | Vienna                                                                  | Austria                                                                 | 2 – 0                                                                   | Germania                                                                | Amichevole                                                              | -                                                                       | 60’                                                                     |
| 11-10-2024                                                              | Zenica                                                                  | Bosnia ed Erzegovina                                                    | 1 – 2                                                                   | Germania                                                                | UEFA Nations League 2024-2025 - 1º turno                                | -                                                                       | 82’                                                                     |
| 14-10-2024                                                              | Monaco di Baviera                                                       | Germania                                                                | 1 – 0                                                                   | Paesi Bassi                                                             | UEFA Nations League 2024-2025 - 1º turno                                | -                                                                       |                                                                         |
| 16-11-2024                                                              | Friburgo in Brisgovia                                                   | Germania                                                                | 7 – 0                                                                   | Bosnia ed Erzegovina                                                    | UEFA Nations League 2024-2025 - 1º turno                                | -                                                                       | 58’                                                                     |
| 19-11-2024                                                              | Budapest                                                                | Ungheria                                                                | 1 – 1                                                                   | Germania                                                                | UEFA Nations League 2024-2025 - 1º turno                                | -                                                                       | 61’                                                                     |
| 4-6-2025                                                                | Monaco di Baviera                                                       | Germania                                                                | 1 – 2                                                                   | Portogallo                                                              | UEFA Nations League 2024-2025 - Semifinale                              | -                                                                       | 60’                                                                     |
| 8-6-2025                                                                | Stoccarda                                                               | Germania                                                                | 0 – 2                                                                   | Francia                                                                 | UEFA Nations League 2024-2025 - Finale 3° posto                         | -                                                                       | 79’                                                                     |
| Totale                                                                  |                                                                         | Presenze                                                                | 51                                                                      |                                                                         | Reti                                                                    | 22                                                                      |                                                                         |

## Palmarès

### Club

#### Competizioni nazionali
- Coppa d'Inghilterra: 1

Arsenal: 2013-2014
- Campionato tedesco: 6

Bayern Monaco: 2018-2019, 2019-2020, 2020-2021, 2021-2022, 2022-2023, 2024-2025
- Coppa di Germania: 2

Bayern Monaco: 2018-2019, 2019-2020
- Supercoppa di Germania: 5

Bayern Monaco: 2018, 2020, 2021, 2022, 2025

#### Competizioni internazionali
- UEFA Champions League: 1

Bayern Monaco: 2019-2020
- Supercoppa UEFA: 1

Bayern Monaco: 2020
- Coppa del mondo per club: 1

Bayern Monaco: 2020

### Nazionale
- Argento olimpico: 1

Rio de Janeiro 2016
- Campionato d'Europa Under-21: 1

Polonia 2017

### Individuale
- Capocannoniere dei giochi olimpici: 1

Rio de Janeiro 2016 (6 gol)
- Squadra della stagione della UEFA Champions League: 1

2019-2020